# Polynema weyeri
Polynema weyeri är en stekelart som först beskrevs av Soyka 1956.  Polynema weyeri ingår i släktet Polynema och familjen dvärgsteklar. Inga underarter finns listade i Catalogue of Life.